# Chacas
Chacas, fondée sous le nom de San Martín de Chacas, est une ville péruvienne, chef-lieu du district homonyme et de la province d'Asunción, située dans la partie centre-est de la région d'Ancash. 
Cette ville, qui se trouve à une altitude moyenne de 3359 mètres, compte une population urbaine de 2 082 habitants. Le district, qui regroupe 5558 habitants, est situé dans le sous-bassin du río Marañón et s'étend sur 44 769 km2, soit 85 % du territoire provincial.
La présence humaine dans le district de Chacas, remonte à la période archaïque andine tardive (4000 av. J.-C.). Le développement des premiers établissements humains, semi-nomades, dans la vallée de Potaca et leur expansion pendant l'apogée puis le déclin des cultures Chavín et Recuay, conduisit à la formation du groupe ethnique Huari. Ce dernier fut postérieurement soumis par la culture Inca, jusqu'à l'arrivée des conquistadors espagnols, lesquels par l'intermédiaire des évangélisateurs Augustins, décident de fonder la ville dans les années 1570. Jouant à l'origine le rôle de « réduction » pour les Indiens, la ville s'est transformée par la suite, jusqu'au milieu du XXe, en un importante centre minier. La structure socio-politique actuelle se mit en place dès l'indépendance du pays.
Le noyau urbain, formé par les quartiers d'Alameda, Atusparia, Camchas, San Martin et Tinco, se caractérise par le maintien, sans changements importants, de son architecture originale andine de style andalou. Il présente des rues étroites et des maisons à balcons et portails sculptés par les Artisans Don Bosco. Ceux-ci se chargèrent aussi de la reconstruction du sanctuaire Mama Ashu et de la restauration du retable baroque qui date du XVIIIe
Chacas est le siège de l'Opération Mato Grosso, une organisation humanitaire dirigée par le prêtre italien Ugo De Censi, qui a entrepris de dynamiser l'économie de la province d'Asunción en s'appuyant sur deux axes productifs principaux, l'agriculture et l'industrie. Cette dernière revêt une grande importance grâce à l'installation d'ateliers destinés à la fabrication de meubles et à des activités annexes, facteurs d'emploi, de richesse et de développement pour la province, réussissant ainsi à développer des exportations vers les marchés américain et européen.
Parmi les fêtes les plus importantes, figurent la Semaine sainte, la Semaine touristique, la fête patronale en l'honneur de la Vierge de l'Assomption, la fête des Artisans Don Bosco, en l'honneur de San Juan Bosco, et la fête patronale de San Martín de Porres, dans le quartier du même nom. Parmi les danses rituelles se détachent l'anti runa, le yayu, le paso huanquilla et la mozo danza. Les deux dernières citées ont été inscrites au Patrimoine culturel de la Nation.
Chacas obtient en 2023 le label Meilleurs villages touristiques de l'Organisation mondiale du tourisme.